# Вирвал, Ига
И́га Ви́рвал (пол. Iga Wyrwał, [ˈiɡa ˈvɨrvaw]; 20 февраля 1989; Калиш, Польша) — английская фотомодель и актриса

 польского происхождения.

## Имя и псевдонимы
По правилам польско-русской транскрипции фамилия модели записывается как Вирвал, в то время как по произношению она ближе к Вырвау.
Вместо настоящего имени модель иногда использует псевдонимы. Это пришлось сделать из-за особенностей английского языка, на котором, бывает, невозможно правильно прочитать слово с листа, если вы раньше с ним не встречались. Поэтому непривычное имя Iga, носители английского языка произносят как Айгэ. Чтобы избежать недоразумений, ежедневный британский таблоид Daily Star, предложил модели взять псевдоним Eva (Ева). Иногда её также можно встретить под псевдонимом Eve (Ива).

## Биография
В 2006 году Ига со своей матерью переехала в город Рэгби графства Уорикшир, Англия. Этот небольшой городок известен тем, что именно в нём была придумана новая спортивная игра, которую назвали в честь города — регби. Там она поступила в университет на факультет археологии.
В 2007 году, её, теперь уже бывший, парень решил сделать подарок Иге на совершеннолетие, оплатив услуги профессионального фотографа. Фотограф был настолько ошеломлён результатами, что решил отправить несколько снимков Маркусу Мэйзу (англ. Marcus Mays) — редактору журнала Nuts. Реакция Маркуса была молниеносной и практически сразу же был заключён контракт. Уже в апреле того же года Ига появляется на обложке журнала Nuts, а чуть позже признаётся лучшей девушкой года по версии этого же журнала. После внезапной известности, стали поступать предложения от других журналов, таких как CKM, Playboy и Front. Также несколько фотосессий было сделано для популярных сайтов Met-Art, Breathtakers и Onlytease. Национальный британский таблоид Daily Star сделал модель своей Page Three girl.
В октябре 2009 для продвижения игры Need for Speed: Shift в Польше, компания Electronic Arts заключила контракт с моделью. Ига появлялась на обложках игровых журналов и рекламных плакатах, а также участвовала во всех рекламных кампаниях этой игры.
В ноябре 2009 Ига приняла участие в десятом сезоне польского телешоу «Танцы со звёздами». Её партнёром стал профессиональный танцор Лукаш Чарнецкий (пол. Łukasz Czarnecki). К сожалению, пара заняла лишь предпоследнее, одиннадцатое, место.
В декабре 2009 Ига объявила о временном прекращении карьеры в связи с беременностью. Отцом ребёнка является графический дизайнер телеканала BBC Мартин Фаусек (англ. Martin Fausek). В июле 2010 она родила сына Оливера (пол. Oliwier).
В 2011 году вышел фильм «Храбрые перцем», в котором можно увидеть Игу вместе с оскароносной Натали Портман. Несмотря на общий провал картины и свою незначительную роль второй жены короля гномов, Ига сумела произвести впечатление на продюсеров картины и её зрителей. Как отмечает Daily Star, эта роль может послужить модели стартовой площадкой в мир большого кино.

## Фильмография
| Год  |   | Русское название | Оригинальное название | Роль       |
| ---- | - | ---------------- | --------------------- | ---------- |
| 2009 | ф |                  | Dread                 | Roo Roo    |
| 2011 | ф |                  | Gun of the Black Sun  | танцовщица |
| 2011 | ф | Храбрые перцем   | Your Highness         | Регина     |

## Твиттер
Инстаграм